# H.C. Østerby
Hans Christen Østerby (født 20. december 1955 i Bækmarksbro) er en dansk pædagog, lærer og kommunalpolitiker, der er borgmester i Holstebro Kommune fra 2009 til udgangen af 2025, valgt for Socialdemokratiet. 
Han er uddannet pædagog i 1980 og videreuddannede sig senere til lærer på Lærerhøjskolen i Aarhus.
Tidligere har han været leder af Holstebro Sports-College. 
På det konstituerende møde i Holstebro Byråd 8. december 2009 blev han valgt, af samtlige partier, til borgmester fra 2010. Han blev genvalgt som borgmester efter de efterfølgende kommunalvalg i 2013, 2017 og 2021.
I sommeren 2024 meddelte han, at han ikke genopstiller ved valget i 2025.
Han er bror til tidligere folketingsmedlem og byrådsmedlem i Lemvig Orla Østerby.